# مجمع نمایندگان طلاب و فضلای حوزه علمیه قم

لوگوی مجمع نمایندگان طلاب

مجمع نمایندگان طلاب و فضلای حوزه علمیه قم، نهادی است وابسته به جامعه مدرسین حوزه علمیه قم که اعضای آن با رأی مستقیم طلبه‌ها انتخاب می‌شوند.

## تأسیس
ایده اولیه تأسیس مجمع نمایندگان طلاب برگرفته از سخنان سید روح‌الله خمینی بنیانگذار جمهوری اسلامی ایران، درباره رابطه دوسویه طلاب و جامعه مدرسین حوزه علمیه قم بود.  اولین انتخابات این مجمع در سال ۱۳۶۸ برگزار شد. در دی‌ماه سال ۱۴۰۱ انتخابات نهمین دوره آن برگزار شد.

## ساختار انتخاباتی و تشکیلاتی
حوزه‌های انتخابی در انتخابات این مجمع پیرو تقسیمات کشوری و حوزه‌های انتخاباتی مجلس شورای اسلامی است البته در برخی موارد با توجه به آمار طلاب، نماینده‌ها هم کم و زیاد می‌شوند و برخی حوزه‌های انتخابی به دلیل به حدنصاب نرسیدن طلاب در حوزه‌های هم‌جوار ادغام می‌گردند.

## اهداف، وظایف و اختیارات
اهداف: ماده ۶ اساسنامه مجمع هدف اصلی مجمع را ایجاد ارتباط بین طلاب و فضلا با رهبر ایران، مراجع تقلید، جامعه مدرسین، شورای عالی حوزه‌های علمیه و مدیریت حوزه‌های علمیه در جهت اهداف و مصالح حوزه و نظام اسلامی دانسته است.
اختیارات: ماده ۹ اساسنامه مجمع، اختیار اصلی مجمع تهیه طرح‌ها و پیشنهادهای در جهت بهبود و نظم حوزه علمیه دانسته است که در صورت تأیید شورای عالی حوزه، مصوبه‌های مجمع لازم الاجرا خواهد بود. 
وظایف: وظیفه این مجمع را انتقال طرح‌های و دیدگاه‌های آنها به تصمیم‌گیران حوزه می‌دانند. 
برخی از حوزویان از اختیارات کافی نداشتن مجمع نمایندگان سخن گفته‌اند. برخی نیز از عملکرد این مجمع در دوره‌های مختلف انتقاد کرده‌اند.